# Verbascum orientale
Verbascum orientale là một loài thực vật có hoa trong họ Huyền sâm. Loài này được (L.) All. miêu tả khoa học đầu tiên năm 1785.